# 7SL-RNA

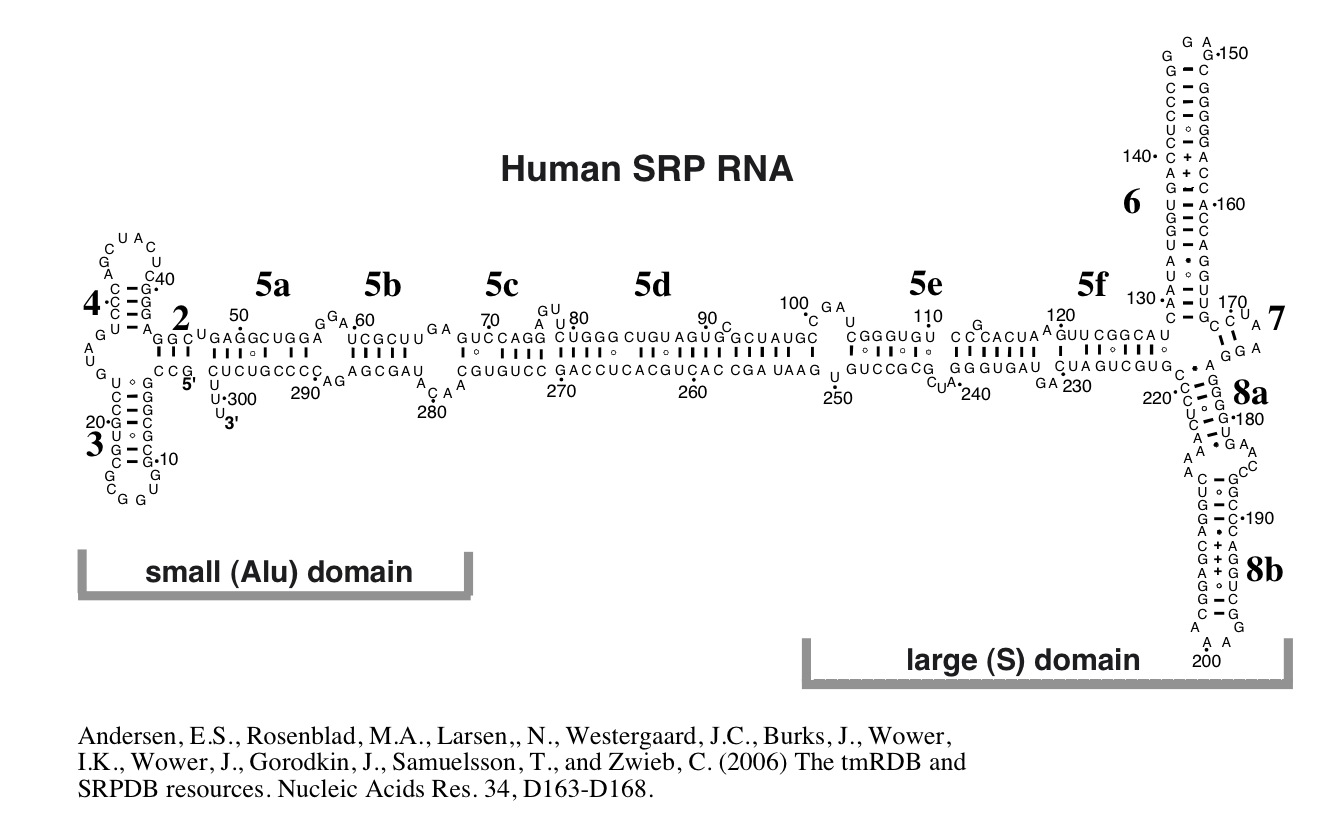
Aufbau der SRP-RNA beim Menschen.

Die 7SL-RNA, auch 7S-RNA, ist bei Säugetieren eine durch die RNA-Polymerase III transkribierte, meist doppelsträngige Ribonukleinsäure (RNA), die nicht translatiert wird. Die RNA ist etwa 300 Nukleotide lang und hat einen Sedimentationskoeffizienten von 7S. Sie ist das Rückgrat des Signalerkennungspartikels (SRP, signal recognition particle), der aus der RNA und sechs Proteinen zusammengesetzt ist.  SRP ist für den cotranslationalen Transport von Proteinen wichtig und dirigiert das Ribosom zur Membran des endoplasmatischen Retikulums.
Man geht davon aus, dass die Alu-Familie, eine Genfamilie von SINEs, aus einem Duplikat eines 7SL-RNA-Gens hervorgegangen ist.
In der Backhefe ist die RNA etwas länger (11S), in Escherichia coli beträgt der Sedimentationskoeffizient der RNA 4,5S und hat eine Länge von 114 Nukleotiden.